# Styringomyia marshalli
Styringomyia marshalli är en tvåvingeart som beskrevs av Edwards 1914. Styringomyia marshalli ingår i släktet Styringomyia och familjen småharkrankar.
Artens utbredningsområde är Zimbabwe. Inga underarter finns listade i Catalogue of Life.